# 2013–2014-es UEFA-bajnokok ligája (csoportkör)
A 2013–2014-es UEFA-bajnokok ligája csoportkörének mérkőzéseit 2013. szeptember 17. és december 11. között játszották le.
Az 1–3-ig rangsorolt nemzeti labdarúgó-bajnokságok dobogós csapatai, a 4–6-ig rangsorolt nemzeti labdarúgó-bajnokságok bajnok és ezüstérmes csapatai, valamint a 7–13-ig rangsorolt nemzeti labdarúgó-bajnokságok bajnokcsapatai a csoportkörben csatlakoztak a bajnokcsapatok rájátszásának, illetve a bajnoki helyezés alapján részt vevő csapatok rájátszásának öt-öt továbbjutójához.
A csoportkörben nyolc, egyaránt négycsapatos csoportot képeztek. A csoportokban a csapatok körmérkőzéses, oda-visszavágós rendszerben mérkőztek meg egymással. A csoportok első két helyen záró csapat az egyenes kieséses szakaszba jutott, a harmadik helyezettek a 2013–2014-es Európa-liga egyenes kieséses szakaszában folytatták, míg az utolsó helyezettek kiestek.

## Fordulók és időpontok
| Forduló        | Sorsolás dátuma              | Játéknapok (A–D csoport) | Játéknapok (E–H csoport) |
| -------------- | ---------------------------- | ------------------------ | ------------------------ |
| 1. mérkőzésnap | 2013. augusztus 29. (Monaco) | 2013. szeptember 17.     | 2013. szeptember 18.     |
| 2. mérkőzésnap | 2013. augusztus 29. (Monaco) | 2013. október 2.         | 2013. október 1.         |
| 3. mérkőzésnap | 2013. augusztus 29. (Monaco) | 2013. október 23.        | 2013. október 22.        |
| 4. mérkőzésnap | 2013. augusztus 29. (Monaco) | 2013. november 5.        | 2013. november 6.        |
| 5. mérkőzésnap | 2013. augusztus 29. (Monaco) | 2013. november 27.       | 2013. november 26.       |
| 6. mérkőzésnap | 2013. augusztus 29. (Monaco) | 2013. december 10.       | 2013. december 11.       |

## Sorsolás
A sorsolást 2013. augusztus 29-én 17:45-től tartották Monacóban. A sorsolás előtt a csapatokat négy darab nyolccsapatos kalapba sorolták az úgynevezett UEFA-együtthatójuk sorrendjében. A címvédő Bayern München automatikusan az 1. kalapba került, az első sorszámú kiemeltként. Minden kalapból minden csoportba egy-egy csapatot sorsoltak. Egy csoportba nem kerülhetett két azonos nemzetiségű csapat.
| Csapat                   | Együttható | Kalap |
| ------------------------ | ---------- | ----- |
| Bayern München (címvédő) | 146,922    | 1     |
| FC Barcelona             | 157,605    | 1     |
| Chelsea                  | 137,592    | 1     |
| Real Madrid              | 136,605    | 1     |
| Manchester United        | 130,592    | 1     |
| Arsenal                  | 113,592    | 1     |
| FC Porto                 | 104,833    | 1     |
| Benfica                  | 102,833    | 1     |
| Atlético de Madrid       | 99,605     | 2     |
| Sahtar Doneck            | 94,951     | 2     |
| AC Milan                 | 93,829     | 2     |
| Schalke 04               | 84,922     | 2     |
| Olympique de Marseille   | 78,800     | 2     |
| CSZKA Moszkva            | 77,766     | 2     |
| Paris Saint-Germain      | 71,800     | 2     |
| Juventus                 | 70,829     | 2     |

| Csapat            | Együttható | Kalap |
| ----------------- | ---------- | ----- |
| Zenyit            | 70,766     | 3     |
| Manchester City   | 70,592     | 3     |
| Ajax              | 64,945     | 3     |
| Borussia Dortmund | 61,922     | 3     |
| FC Basel          | 59,785     | 3     |
| Olimbiakósz       | 57,800     | 3     |
| Galatasaray       | 54,400     | 3     |
| Bayer Leverkusen  | 53,922     | 3     |
| FC København      | 47,140     | 4     |
| SSC Napoli        | 46,829     | 4     |
| Anderlecht        | 44,880     | 4     |
| Celtic            | 37,538     | 4     |
| Steaua București  | 35,604     | 4     |
| Viktoria Plzeň    | 28,745     | 4     |
| Real Sociedad     | 17,605     | 4     |
| Austria Wien      | 16,575     | 4     |

## Csoportok

### Sorrend meghatározása
Az UEFA versenyszabályzata alapján, ha két vagy több csapat a csoportmérkőzések után azonos pontszámmal állt, az alábbiak alapján kellett meghatározni a sorrendet:
1. az azonosan álló csapatok mérkőzésein szerzett több pont
2. az azonosan álló csapatok mérkőzésein elért jobb gólkülönbség
3. az azonosan álló csapatok mérkőzésein idegenben szerzett több gól
4. az összes mérkőzésen elért jobb gólkülönbség
5. az összes mérkőzésen szerzett több gól
6. az azonosan álló csapatok és nemzeti szövetségük jobb UEFA-együtthatója az előző öt évben

Az időpontok közép-európai idő/közép-európai nyári idő szerint értendők.

### A csoport
| Hely. | Csapat            | M | Gy | D | V | G+ | G– | Gk | P  | Továbbjutás                                |  | MU  | LEV | SHA | RSO |
| ----- | ----------------- | - | -- | - | - | -- | -- | -- | -- | ------------------------------------------ |  | --- | --- | --- | --- |
| 1.    | Manchester United | 6 | 4  | 2 | 0 | 12 | 3  | +9 | 14 | Továbbjutott az egyenes kieséses szakaszba |  | —   | 4–2 | 1–0 | 1–0 |
| 2.    | Bayer Leverkusen  | 6 | 3  | 1 | 2 | 9  | 10 | −1 | 10 | Továbbjutott az egyenes kieséses szakaszba |  | 0–5 | —   | 4–0 | 2–1 |
| 3.    | Sahtar Doneck     | 6 | 2  | 2 | 2 | 7  | 6  | +1 | 8  | Átkerült az Európa-ligába                  |  | 1–1 | 0–0 | —   | 4–0 |
| 4.    | Real Sociedad     | 6 | 0  | 1 | 5 | 1  | 10 | −9 | 1  |                                            |  | 0–0 | 0–1 | 0–2 | —   |

| 2013. szeptember 17. 20:45 |

| Manchester United                          | 4–2               | Bayer Leverkusen      |
| ------------------------------------------ | ----------------- | --------------------- |
| Rooney 22' 70' van Persie 59' Valencia 79' | (1–0) Jegyzőkönyv | Rolfes 54' Toprak 88' |

| Old Trafford, Manchester Játékvezető: Damir Skomina (szlovén) |

| 2013. szeptember 17. 20:45 |

| Real Sociedad | 0–2               | Sahtar Doneck    |
| ------------- | ----------------- | ---------------- |
|               | (0–0) Jegyzőkönyv | Teixeira 65' 87' |

| Estadio Anoeta, San Sebastián Játékvezető: Ovidiu Hațegan (román) |

| 2013. október 2. 20:45 |

| Sahtar Doneck | 1–1               | Manchester United |
| ------------- | ----------------- | ----------------- |
| Taison 76'    | (0–1) Jegyzőkönyv | Welbeck 18'       |

| Donbasz Aréna, Doneck Játékvezető: Pavel Královec (cseh) |

| 2013. október 2. 20:45 |

| Bayer Leverkusen           | 2–1               | Real Sociedad |
| -------------------------- | ----------------- | ------------- |
| Rolfes 45+1' Hegeler 90+2' | (1–0) Jegyzőkönyv | Vela 51'      |

| BayArena, Leverkusen Játékvezető: Szergej Karaszjov (orosz) |

| 2013. október 23. 20:45 |

| Bayer Leverkusen                               | 4–0               | Sahtar Doneck |
| ---------------------------------------------- | ----------------- | ------------- |
| Kießling 22' 72' Rolfes 50' (11-esből) Sam 57' | (1–0) Jegyzőkönyv |               |

| BayArena, Leverkusen Játékvezető: Stéphane Lannoy (francia) |

| 2013. október 23. 20:45 |

| Manchester United      | 1–0               | Real Sociedad |
| ---------------------- | ----------------- | ------------- |
| I. Martínez 2' (öngól) | (1–0) Jegyzőkönyv |               |

| Old Trafford, Manchester Játékvezető: Bas Nijhuis (holland) |

| 2013. november 5. 20:45 |

| Sahtar Doneck | 0–0         | Bayer Leverkusen |
| ------------- | ----------- | ---------------- |
|               | Jegyzőkönyv |                  |

| Donbasz Aréna, Doneck Játékvezető: William Collum (skót) |

| 2013. november 5. 20:45 |

| Real Sociedad | 0–0         | Manchester United |
| ------------- | ----------- | ----------------- |
|               | Jegyzőkönyv |                   |

| Estadio Anoeta, San Sebastián Játékvezető: Nicola Rizzoli (olasz) |

| 2013. november 27. 20:45 |

| Bayer Leverkusen | 0–5               | Manchester United                                               |
| ---------------- | ----------------- | --------------------------------------------------------------- |
|                  | (0–2) Jegyzőkönyv | Valencia 22' Spahić 30' (öngól) Evans 66' Smalling 77' Nani 88' |

| BayArena, Leverkusen Játékvezető: Svein Oddvar Moen (norvég) |

| 2013. november 27. 20:45 |

| Sahtar Doneck                            | 4–0               | Real Sociedad |
| ---------------------------------------- | ----------------- | ------------- |
| Adriano 37' Teixeira 48' Douglas 68' 87' | (1–0) Jegyzőkönyv |               |

| Donbasz Aréna, Doneck Játékvezető: Olegário Benquerença (portugál) |

| 2013. december 10. 20:45 |

| Manchester United | 1–0               | Sahtar Doneck |
| ----------------- | ----------------- | ------------- |
| Jones 67'         | (0–0) Jegyzőkönyv |               |

| Old Trafford, Manchester Játékvezető: Milorad Mažić (szerb) |

| 2013. december 10. 20:45 |

| Real Sociedad | 0–1               | Bayer Leverkusen |
| ------------- | ----------------- | ---------------- |
|               | (0–0) Jegyzőkönyv | Toprak 49'       |

| Estadio Anoeta, San Sebastián Játékvezető: Tom Harald Hagen (norvég) |

### B csoport
| Hely. | Csapat       | M | Gy | D | V | G+ | G– | Gk  | P  | Továbbjutás                                |  | RM  | GAL | JUV | FCK |
| ----- | ------------ | - | -- | - | - | -- | -- | --- | -- | ------------------------------------------ |  | --- | --- | --- | --- |
| 1.    | Real Madrid  | 6 | 5  | 1 | 0 | 20 | 5  | +15 | 16 | Továbbjutott az egyenes kieséses szakaszba |  | —   | 4–1 | 2–1 | 4–0 |
| 2.    | Galatasaray  | 6 | 2  | 1 | 3 | 8  | 14 | −6  | 7  | Továbbjutott az egyenes kieséses szakaszba |  | 1–6 | —   | 1–0 | 3–1 |
| 3.    | Juventus     | 6 | 1  | 3 | 2 | 9  | 9  | 0   | 6  | Átkerült az Európa-ligába                  |  | 2–2 | 2–2 | —   | 3–1 |
| 4.    | FC København | 6 | 1  | 1 | 4 | 4  | 13 | −9  | 4  |                                            |  | 0–2 | 1–0 | 1–1 | —   |

| 2013. szeptember 17. 20:45 |

| Galatasaray | 1–6               | Real Madrid                                              |
| ----------- | ----------------- | -------------------------------------------------------- |
| Bulut 84'   | (0–1) Jegyzőkönyv | Isco 33' Benzema 54' 81' Cristiano Ronaldo 63' 66' 90+1' |

| Türk Telekom Arena, Isztambul Játékvezető: Mark Clattenburg (angol) |

| 2013. szeptember 17. 20:45 |

| FC København     | 1–1               | Juventus         |
| ---------------- | ----------------- | ---------------- |
| N. Jørgensen 14' | (1–0) Jegyzőkönyv | Quagliarella 54' |

| Parken Stadion, Koppenhága Játékvezető: Ivan Bebek (horvát) |

| 2013. október 2. 20:45 |

| Juventus                              | 2–2               | Galatasaray          |
| ------------------------------------- | ----------------- | -------------------- |
| Vidal 78' (11-esből) Quagliarella 87' | (0–1) Jegyzőkönyv | Drogba 36' Bulut 88' |

| Juventus Stadion, Torino Játékvezető: Kassai Viktor (magyar) |

| 2013. október 2. 20:45 |

| Real Madrid                        | 4–0               | FC København |
| ---------------------------------- | ----------------- | ------------ |
| Ronaldo 21' 65' Di María 71' 90+1' | (1–0) Jegyzőkönyv |              |

| Santiago Bernabéu, Madrid Játékvezető: Matej Jug (szlovén) |

| 2013. október 23. 20:45 |

| Real Madrid               | 2–1               | Juventus     |
| ------------------------- | ----------------- | ------------ |
| Ronaldo 4' 29' (11-esből) | (2–1) Jegyzőkönyv | Llorente 22' |

| Santiago Bernabéu, Madrid Játékvezető: Manuel Gräfe (német) |

| 2013. október 23. 20:45 |

| Galatasaray                        | 3–1               | FC København  |
| ---------------------------------- | ----------------- | ------------- |
| Melo 10' Sneijder 38' Drogba 45+1' | (3–0) Jegyzőkönyv | Claudemir 88' |

| Türk Telekom Arena, Isztambul Játékvezető: Alekszandar Sztavrev (macedón) |

| 2013. november 5. 20:45 |

| Juventus                          | 2–2               | Real Madrid          |
| --------------------------------- | ----------------- | -------------------- |
| Vidal 40' (11-esből) Llorente 65' | (1–0) Jegyzőkönyv | Ronaldo 52' Bale 60' |

| Juventus Stadion, Torino Játékvezető: Howard Webb (angol) |

| 2013. november 5. 20:45 |

| FC København | 1–0               | Galatasaray |
| ------------ | ----------------- | ----------- |
| Braaten 6'   | (1–0) Jegyzőkönyv |             |

| Parken Stadion, Koppenhága Játékvezető: Martin Atkinson (angol) |

| 2013. november 27. 20:45 |

| Real Madrid                                | 4–1               | Galatasaray |
| ------------------------------------------ | ----------------- | ----------- |
| Bale 37' Arbeloa 51' Di María 63' Isco 81' | (1–1) Jegyzőkönyv | Bulut 38'   |

| Santiago Bernabéu, Madrid Játékvezető: William Collum (skót) |

| 2013. november 27. 20:45 |

| Juventus                                | 3–1               | FC København |
| --------------------------------------- | ----------------- | ------------ |
| Vidal 29' (11-esből) 61' (11-esből) 63' | (1–0) Jegyzőkönyv | Mellberg 56' |

| Juventus Stadion, Torino Játékvezető: Jonas Eriksson (svéd) |

| 2013. december 10. 20:45 |

| Galatasaray  | 1–0               | Juventus |
| ------------ | ----------------- | -------- |
| Sneijder 85' | (0–0) Jegyzőkönyv |          |

| Türk Telekom Arena, Isztambul Játékvezető: Pedro Proença (portugál) |

- A mérkőzés a 31. percben havazás miatt félbeszakadt, december 11-én 14 órától folytatták.[2]

| 2013. december 10. 20:45 |

| FC København | 0–2               | Real Madrid            |
| ------------ | ----------------- | ---------------------- |
|              | (0–1) Jegyzőkönyv | Modrić 25' Ronaldo 48' |

| Parken Stadion, Koppenhága Játékvezető: Felix Brych (német) |

### C csoport
| Hely. | Csapat              | M | Gy | D | V | G+ | G– | Gk  | P  | Továbbjutás                                |  | PSG | OLY | BEN | AND |
| ----- | ------------------- | - | -- | - | - | -- | -- | --- | -- | ------------------------------------------ |  | --- | --- | --- | --- |
| 1.    | Paris Saint-Germain | 6 | 4  | 1 | 1 | 16 | 5  | +11 | 13 | Továbbjutott az egyenes kieséses szakaszba |  | —   | 2–1 | 3–0 | 1–1 |
| 2.    | Olimbiakósz         | 6 | 3  | 1 | 2 | 10 | 8  | +2  | 10 | Továbbjutott az egyenes kieséses szakaszba |  | 1–4 | —   | 1–0 | 3–1 |
| 3.    | Benfica             | 6 | 3  | 1 | 2 | 8  | 8  | 0   | 10 | Átkerült az Európa-ligába                  |  | 2–1 | 1–1 | —   | 2–0 |
| 4.    | Anderlecht          | 6 | 0  | 1 | 5 | 4  | 17 | −13 | 1  |                                            |  | 0–5 | 0–3 | 2–3 | —   |

1. 1 2  Egymás elleni eredmény: Benfica 1–1 Olimbiakósz, Olimbiakósz 1–0 Benfica.

| 2013. szeptember 17. 20:45 |

| Benfica               | 2–0               | Anderlecht |
| --------------------- | ----------------- | ---------- |
| Đuričić 4' Luisão 30' | (2–0) Jegyzőkönyv |            |

| Estádio da Luz, Lisszabon Játékvezető: Manuel Gräfe (német) |

| 2013. szeptember 17. 20:45 |

| Olimbiakósz | 1–4               | Paris Saint-Germain                     |
| ----------- | ----------------- | --------------------------------------- |
| Weiss 25'   | (1–1) Jegyzőkönyv | Cavani 19' Motta 68' 73' Marquinhos 86' |

| Karaiszkákisz Stadion, Pireusz Játékvezető: Felix Brych (német) |

| 2013. október 2. 20:45 |

| Paris Saint-Germain               | 3–0               | Benfica |
| --------------------------------- | ----------------- | ------- |
| Ibrahimović 5' 30' Marquinhos 25' | (3–0) Jegyzőkönyv |         |

| Parc des Princes, Párizs Játékvezető: Nicola Rizzoli (olasz) |

| 2013. október 2. 20:45 |

| Anderlecht | 0–3               | Olimbiakósz          |
| ---------- | ----------------- | -------------------- |
|            | (0–1) Jegyzőkönyv | Mítroglu 17' 56' 72' |

| Constant Vanden Stock Stadion, Brüsszel Játékvezető: Tom Harald Hagen (norvég) |

| 2013. október 23. 20:45 |

| Anderlecht | 0–5               | Paris Saint-Germain                    |
| ---------- | ----------------- | -------------------------------------- |
|            | (0–3) Jegyzőkönyv | Ibrahimović 17' 22' 36' 62' Cavani 52' |

| Constant Vanden Stock Stadion, Brüsszel Játékvezető: David Fernández Borbalán (spanyol) |

| 2013. október 23. 20:45 |

| Benfica     | 1–1               | Olimbiakósz   |
| ----------- | ----------------- | ------------- |
| Cardozo 83' | (0–1) Jegyzőkönyv | Domínguez 29' |

| Estádio da Luz, Lisszabon Játékvezető: Alberto Undiano Mallenco (spanyol) |

| 2013. november 5. 20:45 |

| Paris Saint-Germain | 1–1               | Anderlecht   |
| ------------------- | ----------------- | ------------ |
| Ibrahimović 70'     | (0–0) Jegyzőkönyv | de Zeeuw 68' |

| Parc des Princes, Párizs Játékvezető: Marijo Strahonja (horvát) |

| 2013. november 5. 20:45 |

| Olimbiakósz  | 1–0               | Benfica |
| ------------ | ----------------- | ------- |
| Manolász 13' | (1–0) Jegyzőkönyv |         |

| Karaiszkákisz Stadion, Pireusz Játékvezető: Damir Skomina (szlovén) |

| 2013. november 27. 20:45 |

| Anderlecht           | 2–3               | Benfica                                  |
| -------------------- | ----------------- | ---------------------------------------- |
| Mbemba 18' Bruno 77' | (1–1) Jegyzőkönyv | Matić 34' Mbemba 52' (öngól) Rodrigo 90' |

| Constant Vanden Stock Stadion, Brüsszel Játékvezető: Daniele Orsato (olasz) |

| 2013. november 27. 20:45 |

| Paris Saint-Germain       | 2–1               | Olimbiakósz  |
| ------------------------- | ----------------- | ------------ |
| Ibrahimović 7' Cavani 90' | (1–0) Jegyzőkönyv | Manolász 80' |

| Parc des Princes, Párizs Játékvezető: Craig Thomson (skót) |

| 2013. december 10. 20:45 |

| Benfica                        | 2–1               | Paris Saint-Germain |
| ------------------------------ | ----------------- | ------------------- |
| Lima 45' (11-esből) Gaitán 59' | (1–1) Jegyzőkönyv | Cavani 37'          |

| Estádio da Luz, Lisszabon Játékvezető: Mark Clattenburg (angol) |

| 2013. december 10. 20:45 |

| Olimbiakósz                                | 3–1               | Anderlecht   |
| ------------------------------------------ | ----------------- | ------------ |
| Saviola 33' 58' Domínguez 90+5' (11-esből) | (1–1) Jegyzőkönyv | Kljestan 39' |

| Karaiszkákisz Stadion, Pireusz Játékvezető: Wolfgang Stark (német) |

### D csoport
| Hely. | Csapat          | M | Gy | D | V | G+ | G– | Gk  | P  | Továbbjutás                                |  | BAY | MC  | PLZ | CSK |
| ----- | --------------- | - | -- | - | - | -- | -- | --- | -- | ------------------------------------------ |  | --- | --- | --- | --- |
| 1.    | Bayern München  | 6 | 5  | 0 | 1 | 17 | 5  | +12 | 15 | Továbbjutott az egyenes kieséses szakaszba |  | —   | 2–3 | 5–0 | 3–0 |
| 2.    | Manchester City | 6 | 5  | 0 | 1 | 18 | 10 | +8  | 15 | Továbbjutott az egyenes kieséses szakaszba |  | 1–3 | —   | 4–2 | 5–2 |
| 3.    | Viktoria Plzeň  | 6 | 1  | 0 | 5 | 6  | 17 | −11 | 3  | Átkerült az Európa-ligába                  |  | 0–1 | 0–3 | —   | 2–1 |
| 4.    | CSZKA Moszkva   | 6 | 1  | 0 | 5 | 8  | 17 | −9  | 3  |                                            |  | 1–3 | 1–2 | 3–2 | —   |

1. 1 2  Egymás elleni eredmény: Manchester City 1–3 Bayern München, Bayern München 2–3 Manchester City.

| 2013. szeptember 17. 20:45 |

| Bayern München                    | 3–0               | CSZKA Moszkva |
| --------------------------------- | ----------------- | ------------- |
| Alaba 4' Mandžukić 41' Robben 68' | (2–0) Jegyzőkönyv |               |

| Allianz Arena, München Játékvezető: Gianluca Rocchi (olasz) |

| 2013. szeptember 17. 20:45 |

| Viktoria Plzeň | 0–3               | Manchester City                |
| -------------- | ----------------- | ------------------------------ |
|                | (0–0) Jegyzőkönyv | Džeko 48' Touré 53' Agüero 58' |

| Doosan Arena, Plzeň Játékvezető: Paolo Tagliavento (olasz) |

| 2013. október 2. 18:00 |

| CSZKA Moszkva                          | 3–2               | Viktoria Plzeň          |
| -------------------------------------- | ----------------- | ----------------------- |
| Tošić 19' Honda 29' Řezník 78' (öngól) | (2–1) Jegyzőkönyv | Rajtoral 4' Bakoš 90+1' |

| Petrovszkij Stadion, Szentpétervár Játékvezető: Bas Nijhuis (holland) |

| 2013. október 2. 20:45 |

| Manchester City | 1–3               | Bayern München                  |
| --------------- | ----------------- | ------------------------------- |
| Negredo 79'     | (0–1) Jegyzőkönyv | Ribéry 7' Müller 56' Robben 59' |

| City of Manchester Stadion, Manchester Játékvezető: Björn Kuipers (holland) |

| 2013. október 23. 18:00 |

| CSZKA Moszkva | 1–2               | Manchester City |
| ------------- | ----------------- | --------------- |
| Tošić 32'     | (1–2) Jegyzőkönyv | Agüero 34' 42'  |

| Arena Himki, Himki Játékvezető: Ovidiu Hațegan (román) |

| 2013. október 23. 20:45 |

| Bayern München                                                     | 5–0               | Viktoria Plzeň |
| ------------------------------------------------------------------ | ----------------- | -------------- |
| Ribéry 25' (11-esből) 61' Alaba 37' Schweinsteiger 64' Götze 90+1' | (2–0) Jegyzőkönyv |                |

| Allianz Arena, München Játékvezető: Alan Kelly (ír) |

| 2013. november 5. 20:45 |

| Manchester City                                | 5–2               | CSZKA Moszkva                |
| ---------------------------------------------- | ----------------- | ---------------------------- |
| Agüero 3' (11-esből) 21' Negredo 30' 51' 90+3' | (3–1) Jegyzőkönyv | Doumbia 45+1' 71' (11-esből) |

| City of Manchester Stadion, Manchester Játékvezető: Carlos Velasco Carballo (spanyol) |

| 2013. november 5. 20:45 |

| Viktoria Plzeň | 0–1               | Bayern München |
| -------------- | ----------------- | -------------- |
|                | (0–0) Jegyzőkönyv | Mandžukić 65'  |

| Doosan Arena, Plzeň Játékvezető: Antonio Mateu Lahoz (spanyol) |

| 2013. november 27. 18:00 |

| CSZKA Moszkva        | 1–3               | Bayern München                             |
| -------------------- | ----------------- | ------------------------------------------ |
| Honda 62' (11-esből) | (0–1) Jegyzőkönyv | Robben 17' Götze 56' Müller 65' (11-esből) |

| Luzsnyiki Stadion, Moszkva Játékvezető: Antony Gautier (francia) |

| 2013. november 27. 20:45 |

| Manchester City                                       | 4–2               | Viktoria Plzeň      |
| ----------------------------------------------------- | ----------------- | ------------------- |
| Agüero 33' (11-esből) Nasri 65' Negredo 78' Džeko 89' | (0–0) Jegyzőkönyv | Hořava 43' Tecl 69' |

| City of Manchester Stadion, Manchester Játékvezető: Fırat Aydınus (török) |

| 2013. december 10. 20:45 |

| Bayern München      | 2–3               | Manchester City                             |
| ------------------- | ----------------- | ------------------------------------------- |
| Müller 5' Götze 12' | (2–1) Jegyzőkönyv | Silva 28' Kolarov 59' (11-esből) Milner 62' |

| Allianz Arena, München Játékvezető: David Fernández Borbalán (spanyol) |

| 2013. december 10. 20:45 |

| Viktoria Plzeň       | 2–1               | CSZKA Moszkva |
| -------------------- | ----------------- | ------------- |
| Kolář 76' Wágner 90' | (0–0) Jegyzőkönyv | Musa 65'      |

| Doosan Arena, Plzeň Játékvezető: Damir Skomina (szlovén) |

### E csoport
| Hely. | Csapat           | M | Gy | D | V | G+ | G– | Gk | P  | Továbbjutás                                |  | CHE | SCH | BAS | STE |
| ----- | ---------------- | - | -- | - | - | -- | -- | -- | -- | ------------------------------------------ |  | --- | --- | --- | --- |
| 1.    | Chelsea          | 6 | 4  | 0 | 2 | 12 | 3  | +9 | 12 | Továbbjutott az egyenes kieséses szakaszba |  | —   | 3–0 | 1–2 | 1–0 |
| 2.    | Schalke 04       | 6 | 3  | 1 | 2 | 6  | 6  | 0  | 10 | Továbbjutott az egyenes kieséses szakaszba |  | 0–3 | —   | 2–0 | 3–0 |
| 3.    | FC Basel         | 6 | 2  | 2 | 2 | 5  | 6  | −1 | 8  | Átkerült az Európa-ligába                  |  | 1–0 | 0–1 | —   | 1–1 |
| 4.    | Steaua București | 6 | 0  | 3 | 3 | 2  | 10 | −8 | 3  |                                            |  | 0–4 | 0–0 | 1–1 | —   |

| 2013. szeptember 18. 20:45 |

| Schalke 04                         | 3–0               | Steaua București |
| ---------------------------------- | ----------------- | ---------------- |
| Uchida 67' Boateng 78' Draxler 85' | (0–0) Jegyzőkönyv |                  |

| Veltins-Arena, Gelsenkirchen Játékvezető: Cüneyt Çakır (török) |

| 2013. szeptember 18. 20:45 |

| Chelsea   | 1–2               | FC Basel                |
| --------- | ----------------- | ----------------------- |
| Oscar 45' | (1–0) Jegyzőkönyv | Szaláh 71' Streller 82' |

| Stamford Bridge, London Játékvezető: Daniele Orsato (olasz) |

| 2013. október 1. 20:45 |

| FC Basel | 0–1               | Schalke 04  |
| -------- | ----------------- | ----------- |
|          | (0–0) Jegyzőkönyv | Draxler 54' |

| St. Jakob-Park, Bázel Játékvezető: Alberto Undiano Mallenco (spanyol) |

| 2013. október 1. 20:45 |

| Steaua București | 0–4               | Chelsea                                             |
| ---------------- | ----------------- | --------------------------------------------------- |
|                  | (0–2) Jegyzőkönyv | Ramires 20' 55' Georgievski 44' (öngól) Lampard 90' |

| Arena Națională, Bukarest Játékvezető: Carlos Velasco Carballo (spanyol) |

| 2013. október 22. 20:45 |

| Steaua București | 1–1               | FC Basel |
| ---------------- | ----------------- | -------- |
| Tatu 88'         | (0–0) Jegyzőkönyv | Díaz 48' |

| Arena Națională, Bukarest Játékvezető: Matej Jug (szlovén) |

| 2013. október 22. 20:45 |

| Schalke 04 | 0–3               | Chelsea                  |
| ---------- | ----------------- | ------------------------ |
|            | (0–1) Jegyzőkönyv | Torres 5' 69' Hazard 87' |

| Veltins-Arena, Gelsenkirchen Játékvezető: Kassai Viktor (magyar) |

| 2013. november 6. 20:45 |

| FC Basel  | 1–1               | Steaua București |
| --------- | ----------------- | ---------------- |
| Sio 90+1' | (0–1) Jegyzőkönyv | Piovaccari 17'   |

| St. Jakob-Park, Bázel Játékvezető: Olegário Benquerença (portugál) |

| 2013. november 6. 20:45 |

| Chelsea              | 3–0               | Schalke 04 |
| -------------------- | ----------------- | ---------- |
| Eto’o 31' 54' Ba 83' | (1–0) Jegyzőkönyv |            |

| Stamford Bridge, London Játékvezető: Svein Oddvar Moen (norvég) |

| 2013. november 26. 20:45 |

| Steaua București | 0–0         | Schalke 04 |
| ---------------- | ----------- | ---------- |
|                  | Jegyzőkönyv |            |

| Arena Națională, Bukarest Játékvezető: Bas Nijhuis (holland) |

| 2013. november 26. 20:45 |

| FC Basel   | 1–0               | Chelsea |
| ---------- | ----------------- | ------- |
| Szaláh 87' | (0–0) Jegyzőkönyv |         |

| St. Jakob-Park, Bázel Játékvezető: Stéphane Lannoy (francia) |

| 2013. december 11. 20:45 |

| Schalke 04            | 2–0               | FC Basel |
| --------------------- | ----------------- | -------- |
| Draxler 51' Matip 57' | (0–0) Jegyzőkönyv |          |

| Veltins-Arena, Gelsenkirchen Játékvezető: Paolo Tagliavento (olasz) |

| 2013. december 11. 20:45 |

| Chelsea | 1–0               | Steaua București |
| ------- | ----------------- | ---------------- |
| Ba 10'  | (1–0) Jegyzőkönyv |                  |

| Stamford Bridge, London Játékvezető: Gianluca Rocchi (olasz) |

### F csoport
| Hely. | Csapat                 | M | Gy | D | V | G+ | G– | Gk | P  | Továbbjutás                                |  | DOR | ARS | NAP | MAR |
| ----- | ---------------------- | - | -- | - | - | -- | -- | -- | -- | ------------------------------------------ |  | --- | --- | --- | --- |
| 1.    | Borussia Dortmund      | 6 | 4  | 0 | 2 | 11 | 6  | +5 | 12 | Továbbjutott az egyenes kieséses szakaszba |  | —   | 0–1 | 3–1 | 3–0 |
| 2.    | Arsenal                | 6 | 4  | 0 | 2 | 8  | 5  | +3 | 12 | Továbbjutott az egyenes kieséses szakaszba |  | 1–2 | —   | 2–0 | 2–0 |
| 3.    | SSC Napoli             | 6 | 4  | 0 | 2 | 10 | 9  | +1 | 12 | Átkerült az Európa-ligába                  |  | 2–1 | 2–0 | —   | 3–2 |
| 4.    | Olympique de Marseille | 6 | 0  | 0 | 6 | 5  | 14 | −9 | 0  |                                            |  | 1–2 | 1–2 | 1–2 | —   |

1. 1 2 3  Egymás elleni eredmények: Borussia Dortmund 6 pont, +1 gólkülönbség; Arsenal 6 pont, 0 gólkülönbség; SSC Napoli 6 pont, –1 gólkülönbség

| 2013. szeptember 18. 20:45 |

| Olympique de Marseille | 1–2               | Arsenal                |
| ---------------------- | ----------------- | ---------------------- |
| Ayew 90+3' (11-esből)  | (0–0) Jegyzőkönyv | Walcott 65' Ramsey 84' |

| Stade Vélodrome, Marseille Játékvezető: Olegário Benquerença (portugál) |

| 2013. szeptember 18. 20:45 |

| SSC Napoli              | 2–1               | Borussia Dortmund  |
| ----------------------- | ----------------- | ------------------ |
| Higuaín 29' Insigne 67' | (1–0) Jegyzőkönyv | Zúñiga 87' (öngól) |

| San Paolo Stadion, Nápoly Játékvezető: Pedro Proença (portugál) |

| 2013. október 1. 20:45 |

| Borussia Dortmund                       | 3–0               | Olympique de Marseille |
| --------------------------------------- | ----------------- | ---------------------- |
| Lewandowski 19' 80' (11-esből) Reus 52' | (1–0) Jegyzőkönyv |                        |

| Signal Iduna Park, Dortmund Játékvezető: David Fernández Borbalán (spanyol) |

| 2013. október 1. 20:45 |

| Arsenal            | 2–0               | SSC Napoli |
| ------------------ | ----------------- | ---------- |
| Özil 8' Giroud 15' | (2–0) Jegyzőkönyv |            |

| Emirates Stadion, London Játékvezető: Milorad Mažić (szerb) |

| 2013. október 22. 20:45 |

| Arsenal    | 1–2               | Borussia Dortmund             |
| ---------- | ----------------- | ----------------------------- |
| Giroud 41' | (1–1) Jegyzőkönyv | Mhitarján 16' Lewandowski 82' |

| Emirates Stadion, London Játékvezető: Jonas Eriksson (svéd) |

| 2013. október 22. 20:45 |

| Olympique de Marseille | 1–2               | SSC Napoli              |
| ---------------------- | ----------------- | ----------------------- |
| A. Ayew 86'            | (0–1) Jegyzőkönyv | Callejón 42' Zapata 67' |

| Stade Vélodrome, Marseille Játékvezető: Cüneyt Çakır (török) |

| 2013. november 6. 20:45 |

| Borussia Dortmund | 0–1               | Arsenal    |
| ----------------- | ----------------- | ---------- |
|                   | (0–0) Jegyzőkönyv | Ramsey 62' |

| Signal Iduna Park, Dortmund Játékvezető: Björn Kuipers (holland) |

| 2013. november 6. 20:45 |

| SSC Napoli                | 3–2               | Olympique de Marseille  |
| ------------------------- | ----------------- | ----------------------- |
| Inler 22' Higuaín 24' 75' | (2–1) Jegyzőkönyv | A. Ayew 10' Thauvin 64' |

| San Paolo Stadion, Nápoly Játékvezető: Szergej Karaszjov (orosz) |

| 2013. november 26. 20:45 |

| Arsenal         | 2–0               | Olympique de Marseille |
| --------------- | ----------------- | ---------------------- |
| Wilshere 1' 65' | (1–0) Jegyzőkönyv |                        |

| Emirates Stadion, London Játékvezető: Antonio Mateu Lahoz (spanyol) |

| 2013. november 26. 20:45 |

| Borussia Dortmund                                     | 3–1               | SSC Napoli  |
| ----------------------------------------------------- | ----------------- | ----------- |
| Reus 10' (11-esből) Błaszczykowski 60' Aubameyang 78' | (1–0) Jegyzőkönyv | Insigne 71' |

| Signal Iduna Park, Dortmund Játékvezető: Carlos Velasco Carballo (spanyol) |

| 2013. december 11. 20:45 |

| Olympique de Marseille | 1–2               | Borussia Dortmund             |
| ---------------------- | ----------------- | ----------------------------- |
| Diawara 14'            | (1–1) Jegyzőkönyv | Lewandowski 4' Großkreutz 87' |

| Stade Vélodrome, Marseille Játékvezető: Marijo Strahonja (horvát) |

| 2013. december 11. 20:45 |

| SSC Napoli                 | 2–0               | Arsenal |
| -------------------------- | ----------------- | ------- |
| Higuaín 73' Callejón 90+3' | (0–0) Jegyzőkönyv |         |

| San Paolo Stadion, Nápoly Játékvezető: Kassai Viktor (magyar) |

### G csoport
| Hely. | Csapat             | M | Gy | D | V | G+ | G– | Gk  | P  | Továbbjutás                                |  | ATL | ZEN | POR | AUS |
| ----- | ------------------ | - | -- | - | - | -- | -- | --- | -- | ------------------------------------------ |  | --- | --- | --- | --- |
| 1.    | Atlético de Madrid | 6 | 5  | 1 | 0 | 15 | 3  | +12 | 16 | Továbbjutott az egyenes kieséses szakaszba |  | —   | 3–1 | 2–0 | 4–0 |
| 2.    | Zenyit             | 6 | 1  | 3 | 2 | 5  | 9  | −4  | 6  | Továbbjutott az egyenes kieséses szakaszba |  | 1–1 | —   | 1–1 | 0–0 |
| 3.    | FC Porto           | 6 | 1  | 2 | 3 | 4  | 7  | −3  | 5  | Átkerült az Európa-ligába                  |  | 1–2 | 0–1 | —   | 1–1 |
| 4.    | Austria Wien       | 6 | 1  | 2 | 3 | 5  | 10 | −5  | 5  |                                            |  | 0–3 | 4–1 | 0–1 | —   |

1. 1 2  Egymás elleni eredmény: Austria Wien 0–1 FC Porto, FC Porto 1–1 Austria Wien.

| 2013. szeptember 18. 20:45 |

| Austria Wien | 0–1               | FC Porto     |
| ------------ | ----------------- | ------------ |
|              | (0–0) Jegyzőkönyv | González 55' |

| Ernst Happel Stadion, Bécs Játékvezető: Craig Thomson (skót) |

| 2013. szeptember 18. 20:45 |

| Atlético de Madrid            | 3–1               | Zenyit   |
| ----------------------------- | ----------------- | -------- |
| Miranda 40' Turan 64' Léo 80' | (1–0) Jegyzőkönyv | Hulk 58' |

| Vicente Calderón Stadion, Madrid Játékvezető: William Collum (skót) |

| 2013. október 1. 18:00 |

| Zenyit | 0–0         | Austria Wien |
| ------ | ----------- | ------------ |
|        | Jegyzőkönyv |              |

| Petrovszkij Stadion, Szentpétervár Játékvezető: Deniz Aytekin (német) |

| 2013. október 1. 20:45 |

| FC Porto     | 1–2               | Atlético de Madrid  |
| ------------ | ----------------- | ------------------- |
| Martínez 16' | (1–0) Jegyzőkönyv | Godín 58' Turan 86' |

| Estádio do Dragão, Porto Játékvezető: Howard Webb (angol) |

| 2013. október 22. 20:45 |

| FC Porto | 0–1               | Zenyit        |
| -------- | ----------------- | ------------- |
|          | (0–0) Jegyzőkönyv | Kerzsakov 86' |

| Estádio do Dragão, Porto Játékvezető: Paolo Tagliavento (olasz) |

| 2013. október 22. 20:45 |

| Austria Wien | 0–3               | Atlético de Madrid      |
| ------------ | ----------------- | ----------------------- |
|              | (0–2) Jegyzőkönyv | García 8' Costa 20' 54' |

| Ernst Happel Stadion, Bécs Játékvezető: Daniele Orsato (olasz) |

| 2013. november 6. 18:00 |

| Zenyit   | 1–1               | FC Porto  |
| -------- | ----------------- | --------- |
| Hulk 28' | (1–1) Jegyzőkönyv | Lucho 23' |

| Petrovszkij Stadion, Szentpétervár Játékvezető: Tom Harald Hagen (norvég) |

| 2013. november 6. 20:45 |

| Atlético de Madrid                          | 4–0               | Austria Wien |
| ------------------------------------------- | ----------------- | ------------ |
| Miranda 11' García 25' Filipe 45' Costa 82' | (3–0) Jegyzőkönyv |              |

| Vicente Calderón Stadion, Madrid Játékvezető: Vad István (magyar) |

| 2013. november 26. 18:00 |

| Zenyit                   | 1–1               | Atlético de Madrid |
| ------------------------ | ----------------- | ------------------ |
| Alderweireld 74' (öngól) | (0–0) Jegyzőkönyv | Adrián 53'         |

| Petrovszkij Stadion, Szentpétervár Játékvezető: Martin Atkinson (angol) |

| 2013. november 26. 20:45 |

| FC Porto     | 1–1               | Austria Wien |
| ------------ | ----------------- | ------------ |
| Martínez 48' | (0–1) Jegyzőkönyv | Kienast 11'  |

| Estádio do Dragão, Porto Játékvezető: Ovidiu Hațegan (román) |

| 2013. december 11. 20:45 |

| Austria Wien                          | 4–1               | Zenyit        |
| ------------------------------------- | ----------------- | ------------- |
| Hosiner 44' 51' Jun 48' Kienast 90+3' | (1–1) Jegyzőkönyv | Kerzhakov 35' |

| Ernst Happel Stadion, Bécs Játékvezető: Alekszandar Sztavrev (macedón) |

| 2013. december 11. 20:45 |

| Atlético de Madrid   | 2–0               | FC Porto |
| -------------------- | ----------------- | -------- |
| García 14' Costa 37' | (2–0) Jegyzőkönyv |          |

| Vicente Calderón Stadion, Madrid Játékvezető: Deniz Aytekin (német) |

### H csoport
| Hely. | Csapat       | M | Gy | D | V | G+ | G– | Gk  | P  | Továbbjutás                                |  | BAR | MIL | AJA | CEL |
| ----- | ------------ | - | -- | - | - | -- | -- | --- | -- | ------------------------------------------ |  | --- | --- | --- | --- |
| 1.    | FC Barcelona | 6 | 4  | 1 | 1 | 16 | 5  | +11 | 13 | Továbbjutott az egyenes kieséses szakaszba |  | —   | 3–1 | 4–0 | 6–1 |
| 2.    | AC Milan     | 6 | 2  | 3 | 1 | 8  | 5  | +3  | 9  | Továbbjutott az egyenes kieséses szakaszba |  | 1–1 | —   | 0–0 | 2–0 |
| 3.    | Ajax         | 6 | 2  | 2 | 2 | 5  | 8  | −3  | 8  | Átkerült az Európa-ligába                  |  | 2–1 | 1–1 | —   | 1–0 |
| 4.    | Celtic       | 6 | 1  | 0 | 5 | 3  | 14 | −11 | 3  |                                            |  | 0–1 | 0–3 | 2–1 | —   |

| 2013. szeptember 18. 20:45 |

| AC Milan                          | 2–0               | Celtic |
| --------------------------------- | ----------------- | ------ |
| Izaguirre 82' (öngól) Muntari 86' | (0–0) Jegyzőkönyv |        |

| San Siro, Milánó Játékvezető: Wolfgang Stark (német) |

| 2013. szeptember 18. 20:45 |

| FC Barcelona                | 4–0               | Ajax |
| --------------------------- | ----------------- | ---- |
| Messi 22' 55' 75' Piqué 69' | (1–0) Jegyzőkönyv |      |

| Camp Nou, Barcelona Játékvezető: Svein Oddvar Moen (norvég) |

| 2013. október 1. 20:45 |

| Ajax        | 1–1               | AC Milan                   |
| ----------- | ----------------- | -------------------------- |
| Denswil 90' | (0–0) Jegyzőkönyv | Balotelli 90+4' (11-esből) |

| Amsterdam ArenA, Amszterdam Játékvezető: Jonas Eriksson (svéd) |

| 2013. október 1. 20:45 |

| Celtic | 0–1               | FC Barcelona |
| ------ | ----------------- | ------------ |
|        | (0–0) Jegyzőkönyv | Fàbregas 76' |

| Celtic Park, Glasgow Játékvezető: Stéphane Lannoy (francia) |

| 2013. október 22. 20:45 |

| Celtic                           | 2–1               | Ajax         |
| -------------------------------- | ----------------- | ------------ |
| Forrest 43' (11-esből) Kayal 54' | (1–0) Jegyzőkönyv | Schöne 90+4' |

| Celtic Park, Glasgow Játékvezető: Ivan Bebek (horvát) |

| 2013. október 22. 20:45 |

| AC Milan   | 1–1               | FC Barcelona |
| ---------- | ----------------- | ------------ |
| Robinho 9' | (1–1) Jegyzőkönyv | Messi 24'    |

| San Siro, Milánó Játékvezető: Felix Brych (német) |

| 2013. november 6. 20:45 |

| Ajax       | 1–0               | Celtic |
| ---------- | ----------------- | ------ |
| Schöne 51' | (0–0) Jegyzőkönyv |        |

| Amsterdam ArenA, Amszterdam Játékvezető: Deniz Aytekin (német) |

| 2013. november 6. 20:45 |

| FC Barcelona                          | 3–1               | AC Milan          |
| ------------------------------------- | ----------------- | ----------------- |
| Messi 30' (11-esből) 83' Busquets 40' | (2–1) Jegyzőkönyv | Piqué 45' (öngól) |

| Camp Nou, Barcelona Játékvezető: Milorad Mažić (szerb) |

| 2013. november 26. 20:45 |

| Celtic | 0–3               | AC Milan                          |
| ------ | ----------------- | --------------------------------- |
|        | (0–1) Jegyzőkönyv | Kaká 13' Zapata 49' Balotelli 60' |

| Celtic Park, Glasgow Játékvezető: Cüneyt Çakır (török) |

| 2013. november 26. 20:45 |

| Ajax                  | 2–1               | FC Barcelona        |
| --------------------- | ----------------- | ------------------- |
| Serero 19' Hoesen 42' | (2–0) Jegyzőkönyv | Xavi 49' (11-esből) |

| Amsterdam ArenA, Amszterdam Játékvezető: Pavel Královec (cseh) |

| 2013. december 11. 20:45 |

| AC Milan | 0–0         | Ajax |
| -------- | ----------- | ---- |
|          | Jegyzőkönyv |      |

| San Siro, Milánó Játékvezető: Howard Webb (angol) |

| 2013. december 11. 20:45 |

| FC Barcelona                                    | 6–1               | Celtic        |
| ----------------------------------------------- | ----------------- | ------------- |
| Piqué 7' Pedro 40' Neymar 44' 48' 58' Tello 72' | (3–0) Jegyzőkönyv | Szamarász 88' |

| Camp Nou, Barcelona Játékvezető: Szergej Karaszjov (orosz) |